# Операционная рана
Операцио́нная ра́на (лат. vulnus operativum) — это рана, нанесённая врачом в процессе хирургической операции. В отличие от других ран операционные раны практически стерильны. Наносятся преднамеренно с лечебной целью в условиях операционной, реже других помещений с соблюдением правил асептики. Иногда наносятся случайно в результате грубой врачебной ошибки. Как правило, хирургические раны наносятся скальпелем, реже другими хирургическими инструментами.